# Heroina isonycterina
Heroina isonycterina ist ein Buntbarsch der in den Oberläufen einiger Amazonaszuflüsse (Río Napo, Rio Caquetá, Rio Tigre, Corrientes, Río Pastaza und Río Putumayo) in Nordperu, Ecuador und Südkolumbien vorkommt.

## Merkmale
Die Fische werden etwa zwölf Zentimeter lang und ähneln in ihrer äußeren Gestalt der Gattung Heros, worauf der Gattungsname Heroina hinweist. Große, bis zu zwölf Zentimeter lange Exemplare sind gestreckter und spitzköpfiger als die kleineren. Typisch für Art und Gattung ist der kurze Kiefer, der kurze Schwanzstiel und das Muster mit vertikalen Binden auf den Körperseiten. Die Schwanzflosse sowie die Basen von Rücken- und Afterflosse sind dicht beschuppt. Drei oder vier Schuppenreihen befinden sich auf den „Wangen“, 27 bis 29 zählt man in einer mittleren Längsreihe auf den Körperseiten. Im Unterschied zu nah verwandten Gattung Caquetaia steht bei Heroina isonycterina der Unterkiefer nicht vor und die einspitzigen Kieferzähne sind nicht vergrößert.
- Flossenformel: Dorsale XVI–XVII/16–17, Anale VII/10 oder 11.

Die höheren Flossenformelwerte stammen jeweils von Exemplaren aus dem ecuadorianischen Rio Napo. Die Fische aus dem Caquetá haben einen größeren Augenabstand, die aus Peru einen längeren Schwanzstiel.

## Lebensweise
Heroina isonycterina lebt in schnell und langsam fließenden Flüssen, mit trüben oder klarem Wasser, sandigen oder kiesigen Böden, in vegetationsfreien oder bewachsenen Flüssen und bei Temperaturen von 24 bis 27 °C. Die Art bildet eine Elternfamilie bei der sich beide Geschlechter um Eier und Jungfische kümmern.